# Holger Marcks
Holger Ullrich Erich Marcks (* 1981 in Viernheim) ist ein deutscher Sozialwissenschaftler und Publizist.

## Wissenschaft
Marcks absolvierte an der Freien Universität Berlin ein Studium der Islamwissenschaft, Soziologie und Neueren Geschichte, das er 2011 beendete. Seine Magisterarbeit schrieb er über islamische Ökonomie in Deutschland. Seit 2013 forscht Marcks in wissenschaftlichen Projekten im Bereich der Radikalisierungsforschung. Als wissenschaftlicher Mitarbeiter an der Goethe-Universität Frankfurt arbeitete er zu transnationalen Dynamiken des Terrorismus, am Institut für Friedensforschung und Sicherheitspolitik an der Universität Hamburg zu rechtsextremer und islamistischer Online-Propaganda.
Marcks wissenschaftliche und publizistische Arbeiten befassen sich zum Großteil mit Phänomenen des heutigen Rechtsextremismus. Bereits 2013, zu Beginn der Ära Viktor Orbán, prognostizierte er (u. a. mit Magdalena Marsovszky) eine Entdemokratisierung Ungarns, der eine „Normalisierung faschistischer Elemente“ in Europa folgen dürfte. Aufmerksamkeit erfuhr vor allem seine Arbeit zu „digitalem Faschismus“, die sich mit der Rolle der sozialen Medien bei der Wiedererstarkung faschistischer Dynamiken und der gesellschaftlichen Polarisierung befasst, wobei er für die politische Regulierung und Vergesellschaftung sozialer Medien plädiert. Er ist Co-Autor eines gleichnamigen Buches (zusammen mit Maik Fielitz), das 2020 im Dudenverlag erschien. Der Faschismusforscher Roger Griffin bezeichnete es als „wegweisend“, die Politikberaterin Julia Ebner als „Must-Read für alle, denen die Zukunft unserer Demokratie am Herzen liegt“.
Aktuell ist Marcks Co-Leiter einer Forschungsstelle innerhalb der Bundesarbeitsgemeinschaft „Gegen Hass im Netz“, die u. a. vom Bundesministerium für Familie, Senioren, Frauen und Jugend gefördert wird. Dabei ist er redaktionell mitverantwortlich für das Online-Magazin „Machine Against the Rage“, den vierteljährlichen Trendreport der Forschungsstelle. In diesem werden breite Datensätze aus digitalen Kommunikationsräumen analysiert, um Netzwerkdynamiken und Themenentwicklungen in rechtsextremen und verwandten politischen Milieus kontinuierlich abzubilden.

## Publizistisches
Während seines Studiums arbeitete Marcks als Journalist. Unter anderem schrieb er für das Neue Deutschland und die taz. Er arbeitete zudem als Redakteur der Wochenzeitung Jungle World, wo er sich insbesondere mit wirtschaftlichen und sozialen Themen befasste. Außerdem gab er einen Sammelband zu bedeutenden Arbeiterstreiks im 20. Jahrhundert heraus, an dem auch der Historiker Osvaldo Bayer mitwirkte. Zu dem Begleitband der Trierer Landesausstellung zu Karl Marx 200. Geburtstag (eingeleitet mit Grußworten von Frank-Walter Steinmeier und Malu Dreyer) steuerte er einen kritischen Beitrag zu Marx’ Wirken in der Ersten Internationale bei. Mitunter arbeitete Marcks auch als Übersetzer, unter anderem für den Verlag Edition Nautilus.

## Politisches
Politisch befürwortet Marcks einen „konstruktiven Sozialismus“, der die Stärkung gesellschaftlicher Mitbestimmung über soziale Interessenorganisationen vorsieht. Er spricht sich etwa für Mietergewerkschaften aus, die er als Wegbereiter eines kollektiven Mietrechts sieht, analog zum kollektiven Arbeitsrecht, das im Fahrwasser der Etablierung klassischer Gewerkschaften Form annahm. Mit Felix Zimmermann baute er in einem Online-Buch diese Ideen weiter zu einem modernen Sozialrepublikanismus aus, worunter eine umfassende Verfassungsbewegung zu verstehen ist, die, in Anlehnung an das Konzept der Wirtschaftsdemokratie, auf die Demokratisierung verschiedener Sozialbereiche (Arbeit, Wohnen, Verbrauch und Vorsorge) abzielt.
Marcks, der lange in der FAU Berlin aktiv war und mindestens fünf Jahre die Zeitschrift Direkte Aktion redaktionell mitverantwortete, ist ein ausgesprochener Kritiker linker Identitätspolitik, worunter er einen epistemischen Modus von Politik versteht. In diesem würden politische Wahrheiten an vermeintlich subalternen Identitäten statt an Sachargumenten festgemacht, wodurch sich eine antiaufklärerische Wissenslogik entfalte. Er kritisiert dabei auch die Gleichsetzung dieses besonderen Modus von Politik mit subalterner Interessenpolitik im Allgemeinen (z. B. Feminismus, Antirassismus), wodurch verblendet würde, dass es sich um eine klassistische Herrschaftstechnik bildungsbürgerlich geprägter Milieus handele, die sich in Konsequenz gegen die Interessen der subalternen Massen selbst richte.

## Schriften (Auswahl)
- mit Felix Zimmermann: Zurück nach vorn. Ein sozialrepublikanisches Panorama, Frankfurt a.M 2021/22, online auf: www.soziale-republik.org.
- mit Maik Fielitz: Digitaler Faschismus. Die sozialen Medien als Motor des Rechtsextremismus, Berlin 2020, ISBN 978-3-411-74726-9.
- mit Andreas Koob und Magdalena Marsovszky: Mit Pfeil, Kreuz und Krone. Nationalismus und autoritäre Krisenbewältigung in Ungarn, Münster 2012, ISBN 978-3-89771-047-4.
- mit Andreas Förster (Hrsg.): Knecht zweier Herren. Zur Abschaffung der Leiharbeit, Münster 2011, ISBN 978-3-89771-112-9.
- mit Matthias Seiffert (Hrsg.): Die großen Streiks. Episoden aus dem Klassenkampf, Münster 2008, ISBN 978-3-89771-473-1.